# Cnemoplites blackburni
Cnemoplites blackburni là một loài bọ cánh cứng trong họ Cerambycidae.